# Harold Camping
Harold Egbert Camping (Boulder, Colorado, 19. srpnja 1921. – Alameda, 15. prosinca 2013.) je američki radijski propovjednik koji je sa svojim proročanstvom smaka svijeta 21. svibnja 2011. izazvao pozornost. Prethodno je predvidio mogući smak svijeta već u rujnu 1994.
Njegova proročanstvima o apokalipsi temelji na navodnim numerološkim analizama Biblije. 
Brojni sljedbenici koji su vjerovali u njegova proročanstva upozoravali su stanovništva u gradovima poput New Yorka s plakatima i naljepnicama na navodno predstojeću apokalipsu.
Neki su napustili svoja radnih mjesta, ukinuli najam stanova ili rastali se od svojih partnera.Neki su darovali i svoju imovinu Campingu.
Izostanak smaka svijeta objasnio je njegovom pogreškom u tumačenju: Novi kraj svijeta najavio je za 21. listopada 2011.